# Idaea violacea
Idaea violacea är en fjärilsart som beskrevs av George Francis Hampson 1891. Idaea violacea ingår i släktet Idaea och familjen mätare. Inga underarter finns listade i Catalogue of Life.